# Garaeus amethystina
Garaeus amethystina là một loài bướm đêm trong họ Geometridae.